# Kocheler Berge
Die Kocheler Berge sind eine bis 2086 m ü. NHN hohe Gebirgsgruppe der Bayerischen Voralpen und damit Teil der Nördlichen Kalkalpen. Sie liegen vollständig in Bayern, Deutschland.

## Umgrenzung und Unterteilung
Sie umfassen das Estergebirge im Süden mit dem Krottenkopf als höchste Erhebung, begrenzt durch das Loisachtal im Westen und den Walchensee im Osten, die Walchenseeberge nördlich des Estergebirges mit Heimgarten und Herzogstand, abgegrenzt durch das Eschenlainetal im Süden und Walchensee im Osten, sowie die Benediktenwandgruppe mit ihren nördlichen Ausläufern, begrenzt im Osten durch das Isartal.

### Einteilung nach SOIUSA
Nach SOIUSA werden die Kocheler Berge als Wallgauer Alpen bezeichnet und sind in zwei Obergruppen und vier Gruppen unterteilt.
- Westliche Wallgauer Alpen (A)
  - Estergebirge (A.1)
  - Walchenseeberge (A.2)
- Östliche Wallgauer Alpen (B)
  - Benediktenwandgruppe (B.3)
    - Jochberg-Rabenkopf-Kette (B.3.a)
    - Brauneck-Benediktenwand-Kette (B.3.b)
      - Benediktenwandkamm (B.3.b/a)
      - Brauneckkamm (B.3.b/b)

    - Latschenkopfgruppe (B.3.c)
    - Zwieselbergkette (B.3.d)

  - Rauchenbergkette (B.4)

## Benachbarte Gebirgsgruppen
Angrenzende Gebirgsgruppen im Westen sind das Ammergebirge und im Osten die Tegernseer Berge. Im Süden beginnt das Vorkarwendel und das Wettersteingebirge. Auf die nördlichen Ausläufer folgt das Bayerische Alpenvorland.

## Gipfel
Zu den bekanntesten Gipfeln gehören (geordnet nach Höhe): 
- Krottenkopf (2.086 m)
- Benediktenwand (1.801 m)
- Heimgarten (1.790 m)
- Herzogstand (1.731 m)
- Brauneck (1.555 m)
- Jochberg (1.565 m)
- Zwieselberg (1.348)
- Blomberg (1.248 m)

## Galerie

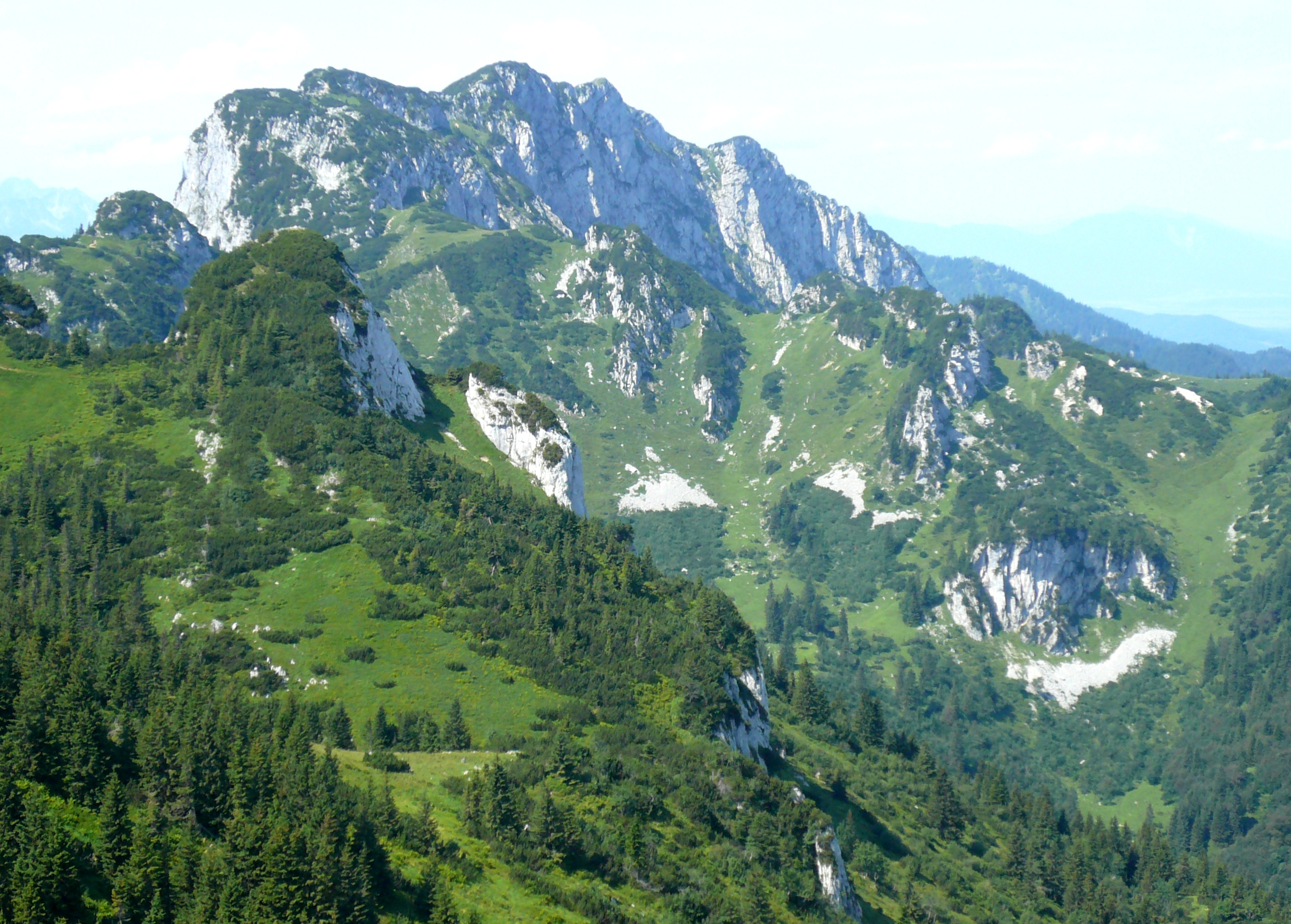
Die Benediktenwand (1800 m) vom Vorderen Kirchstein (1670 m)
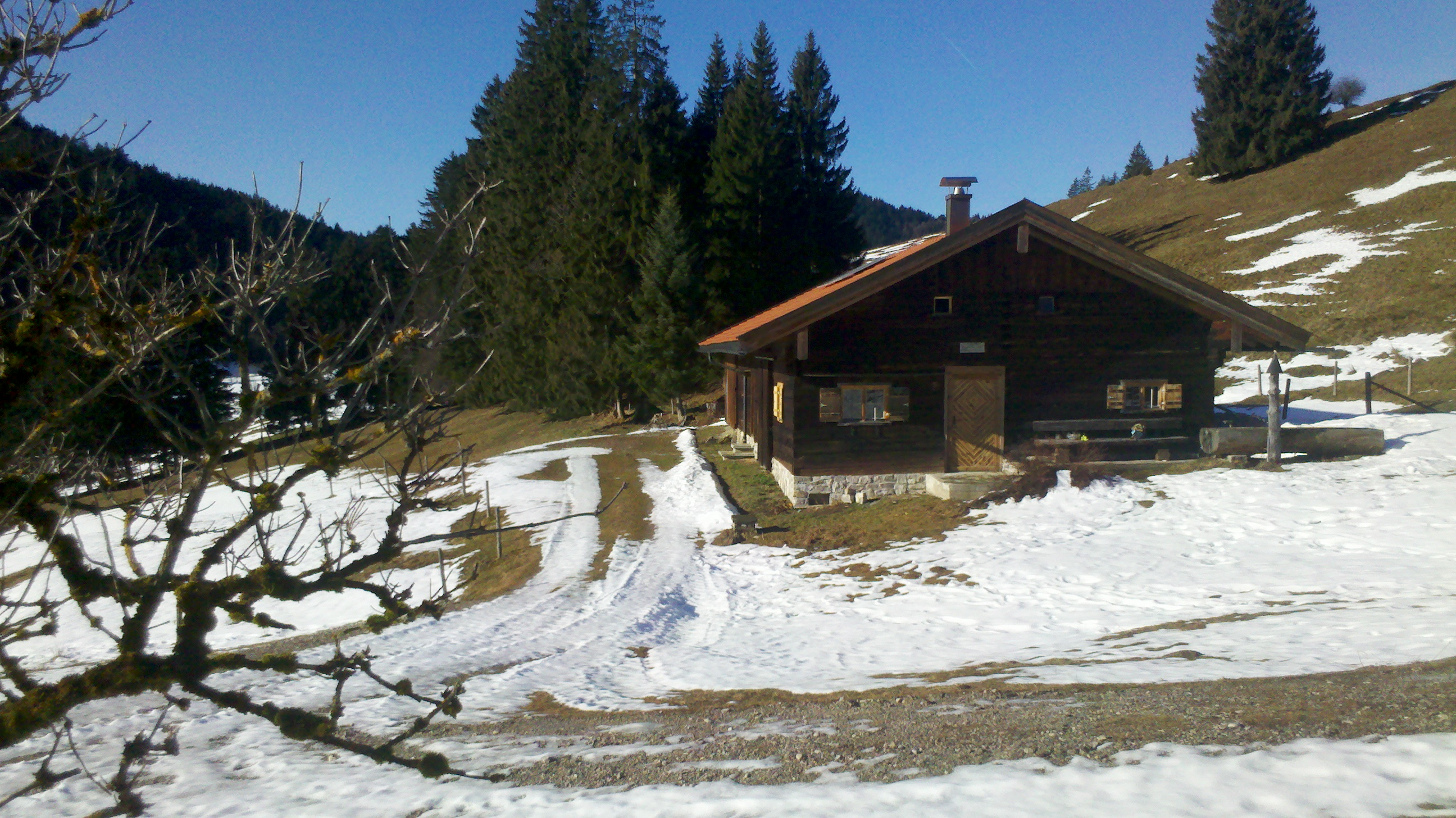
Lexenalm im nördlichen meist bewaldeten Teil

## Gewässer und Seen
Die Kocheler Berge werden von den großen Flüssen Isar im Osten und Loisach im Westen begrenzt. Auch die großen Seen Walchensee und Kochelsee Rahmen das Gebiet ein. Im weiteren, insbesondere in den verkarsteten Flächen des Estergebirges finden sich nur wenige größere stehende Gewässer, darunter der hoch gelegene Wildsee.